# Хау (Тексас)
Хау (енгл. Howe) град је у америчкој савезној држави Тексас. По попису становништва из 2010. у њему је живело 2.600 становника.

## Демографија
Према попису становништва из 2010. у граду је живело 2.600 становника, што је 122 (4,9%) становника више него 2000. године.
| Група             | 2000.         | 2010.         |
| Белци             | 2.302 (92,9%) | 2.135 (82,1%) |
| Афроамериканци    | 13 (0,5%)     | 42 (1,6%)     |
| Азијати           | 3 (0,1%)      | 17 (0,7%)     |
| Хиспаноамериканци | 113 (4,6%)    | 333 (12,8%)   |
| Укупно            | 2.478         | 2.600         |